# Aristóbulo Deambrossi
Aristóbulo Luis Deambrossi (Belén de Escobar, 19 giugno 1917 – Belén de Escobar, 12 settembre 1995) è stato un calciatore argentino, di ruolo attaccante.

## Caratteristiche tecniche
Ala, poteva ricoprire tale ruolo su entrambe le fasce. Compensava la mancanza di forza fisica dovuta alla minuta corporatura con la velocità e con la spiccata capacità di entrare in area di rigore avversaria.

## Carriera

### Club
Deambrossi debuttò nel 1935, come José Manuel Moreno, Adolfo Pedernera o Ricardo Vaghi; divenne presto titolare fisso, ricoprendo il ruolo di ala sinistra. El Pollo, questo il suo soprannome, si dimostrò particolarmente prolifico nella stagione 1941; tra le reti da lui segnate vi fu la doppietta nel Superclásico del 19 ottobre 1941, vinto dal River per 5-1. Fece parte de La Máquina per un certo periodo, anche se venne rimpiazzato da Félix Loustau, ala sinistra, e Juan Carlos Muñoz, ala destra. Dopo 134 presenze e 37 gol, Deambrossi decise di lasciare il River Plate, firmando per l'Atlanta, squadra di Buenos Aires. Assommò cinque presenze nel campionato 1947, e successivamente si trasferì al Sarmiento di Junín. Nel 1951 chiuse la carriera nell'Atlético Bucaramanga, in Colombia.

## Palmarès

### Club

#### Competizioni nazionali
- Campionato argentino: 5

River Plate: 1936, 1937, 1941, 1942, 1945